# Liste der Monuments historiques in Pleumeur-Bodou
Die Liste der Monuments historiques in Pleumeur-Bodou führt die Monuments historiques in der französischen Gemeinde Pleumeur-Bodou auf.

## Liste der Bauwerke
| Bezeichnung                               | Beschreibung                      | Standort                     | Kennzeichnung | Schutzstatus | Datum | Bild           |
| ----------------------------------------- | --------------------------------- | ---------------------------- | ------------- | ------------ | ----- | -------------- |
| Kreuz                                     | 1621                              | Place de l’Église (Lage)     | PA00089439    | Inscrit      | 1964  | weitere Bilder |
| Allée couverte de l’Île-Grande            | Neolithikum                       | Île-Grande (Lage)            | PA00089436    | Classé       | 1956  | weitere Bilder |
| Centre de télécommunication par satellite |                                   | (Lage)                       | PA22000011    | Classé       | 2000  | weitere Bilder |
| Menhir von Saint-Uzec                     | Neolithikum                       | (Lage)                       | PA00089442    | Classé       | 1889  | weitere Bilder |
| Menhir von Saint-Samson                   | Neolithikum                       | Chapelle Saint-Samson (Lage) | PA00089441    | Inscrit      | 1964  | weitere Bilder |
| Kreuz                                     | 17. Jahrhundert                   | Saint-Samson (Lage)          | PA00089440    | Inscrit      | 1964  | weitere Bilder |
| Schloss Kerduel                           | Erbaut im 13. und 19. Jahrhundert | (Lage)                       | PA00089438    | Inscrit      | 1978  | weitere Bilder |
| Kapelle St-Samson                         | Erbaut im 16./17. Jahrhundert     | Saint-Samson (Lage)          | PA00089437    | Inscrit      | 1964  | weitere Bilder |

## Liste der Objekte
- Monuments historiques (Objekte) in Pleumeur-Bodou in der Base Palissy des französischen Kultusministeriums